# Дуброва (Становська сільрада)
Дуброва (рос. Дуброва) — хутір в Тимському районі Курської області Російської Федерації.
Населення становить 3 особи. Входить до складу муніципального утворення Становська сільрада.

## Історія
Населений пункт розташований на території українського етнічного та культурного краю Східна Слобожанщина.
Від 2004 року входить до складу муніципального утворення Становська сільрада.

## Населення
| 2002 | 2010 |
| ---- | ---- |
| 6    | ↘3   |